# Либеральная гомофобия
Либеральная гомофобия — это разновидность гомофобии, при которой гомосексуальность принимается до тех пор, пока она остаётся скрытой. Несмотря на выраженное принятие  сексуального разнообразия, сохраняются предрассудки и стереотипы, которые маргинализируют или недооценивают ЛГБТ.

## Определение
Либеральная гомофобия — это практика, основанная на понимании отношений и сексуальности как частных вопросов и, следовательно, на принятии индивидуальной свободы по отношению к ним до тех пор, пока они не проявляются в публичной сфере. Однако члены ЛГБТ-движения утверждают, что сексуальная ориентация по своей сути является общественной проблемой, поскольку гетеросексуалы не вынуждены скрывать свои отношения на публике, как геи.
Либеральная гомофобия проявляется во многих областях, в которых критикуется необходимость сделать сексуальное разнообразие видимым, например, парады гордости ЛГБТ, информационные кампании в школах, на работе, каминг-аут, гендерно неконформные манеры поведения или одежда, не принимая во внимание дискриминацию, с которой сталкиваются представители ЛГБТ.

Такие авторы, как Альберто Мира (род. 1965) и Даниэль Боррильо (род. 1961), считают, что это тип гомофобии, для которого характерно «да, но…». К гомосексуальности относятся благожелательно, при условии замалчивания гомосексуального состояния, ассимиляции и принятия «нормальности» гетероцентричной модели, «ради неё самой». Любое нарушение этой нормы отвергается как «виктимность», «гетто-сознание», «активизм» или «прозелитизм». По словам Миры:
Это необычайно просто: «Да, но…». В эту синтаксическую структуру вставляется любой тип утверждения: «Гомосексуалы — замечательные и очень хорошие мои друзья, но им следует отказаться от манерности; гомосексуалы — такие же люди, как и все, но проявляемый ими эксгибиционизм неуместен». Есть предел, который еще предстоит преодолеть: предел положительных образов или оправдания.